# The Whole Truth (film 1923)
The Whole Truth è un cortometraggio muto del 1923 diretto da Ralph Ceder e prodotto da Hal Roach con Stan Laurel.
Il cortometraggio della durata di 10 minuti fu distribuito il 4 novembre 1923.

## Trama
La comica ricicla nel montaggio alcune scene dei corti girati da Stan Laurel nel 1922-23, come Roughest Africa e The pest. Una moglie trascina in tribunale il marito sciupafemmine (Laurel), per abbandono del tetto coniugale. Il marito, circondato da belle ragazze, si presenta raccontando la sua versione. È mancato di casa perché impegnato in un safari in Africa, e successivamente si è trovato a vendere cianfrusaglie porta a porta fino a dover cambiare identità per sfuggire alla polizia.